# Návrat Casanovy
Návrat Casanovy (v originále Le Retour de Casanova) je francouzský hraný film z roku 1992, který režíroval Édouard Niermans podle románu románu Arthura Schnitzlera. Snímek měl světovou premiéru na filmovém festivalu v Cannes.

## Děj
Film v duchu commedia dell'arte. Stárnoucí Casanova se nechce spokojit s tím, že snadno svede svou bytnou. Nucen svou ješitností se snaží dobýt mladou dívku.

## Obsazení
| Alain Delon             | Giacomo Casanova     |
| Fabrice Luchini         | Camille              |
| Elsa Lunghini           | Marcolina            |
| Wadeck Stanczak         | poručík Lorenzi      |
| Delia Boccardo          | Amélie               |
| Gilles Arbona           | Olivo                |
| Alain Cuny              | markýz de Celcy      |
| Violetta Sanchez        | markýza de Celcy     |
| Jacques Boudet          | abbé                 |
| Philippe Leroy-Beaulieu | benátský velvyslanec |
| Sophie Bouilloux        | Lise                 |

## Ocenění
- César: nejlepší herec ve vedlejší roli (Fabrice Luchini)